# Der Kaufmann, seine Frau und der Papagei

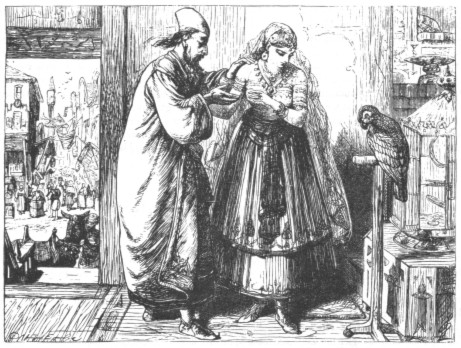
Das Ehepaar und der Papagei; in: Gustav Weil: Tausend und eine Nacht. Arabische Erzählungen. Neuausgabe mit fast 1000 Illustrationen.

Der Kaufmann, seine Frau und der Papagei ist eine der Geschichten aus Tausendundeiner Nacht. In der Arabian Nights Encyclopedia wird sie als ANE 183 gelistet. Sie ist eine Binnengeschichte der größeren Erzählung Die List und Tücke der Frauen (ANE 181) und weitgehend identisch mit Der Kaufmann mit dem Papagei (ANE 11).
In der Erzählung will ein Ehemann mit Hilfe eines sprechenden Papageis die Treue seiner Gattin kontrollieren.

## Handlung
Es war einmal ein Kaufmann, der viel auf Reisen ging. Da er eine schöne Gattin hatte und von eifersüchtiger Natur war, kaufte er einen sprechenden Papagei, der ihm alles berichten sollte, was seine Frau in seiner Abwesenheit tat. Tatsächlich war seine Paranoia berechtigt, denn seine Frau hatte tatsächlich einen jungen türkischen Liebhaber, mit dem sie einmal in Abwesenheit ihres Mannes zuhause schlief. Als der Kaufmann zurückkam und der Vogel ihm von dem jungen Türken berichtete, erzürnte er und wollte seine Frau töten.
Seine Frau leugnete den Vorwurf des Ehebruchs und fragte, ob er denn ernsthaft glaube, was ein Vogel spricht. Daraufhin forderte sie ihn auf, dass er am nächsten Tag doch sehen solle, ob der Vogel wahre Dinge sage. Der Kaufmann stimmte zu und schlief die Nacht über bei einem Freund. Als es dunkel geworden war, holte die Frau ein Stück Leder hervor und warf es über den Papageienkäfig. Dann sprengte sie Wasser darüber, fächelte mit einem Fächer schnell Luft zu, fuhr mit einer Lampe hin und her, um Blitze nachzuahmen, und drehte die Handmühle, bis es Morgen war.
Als ihr Gatte am nächsten Tag nach Hause kam, fragte dieser den Papagei nach der letzten Nacht. Der Vogel erklärte, dass er nichts habe sehen können in der pechschwarzen Nacht, da es so stark geregnet, geweht, gedonnert und geblitzt habe. Der Kaufmann war erzürnt, da in der vergangenen Nacht nichts dergleichen geschehen war, glaubte seiner Frau und wollte sich mit ihr versöhnen. Sie jedoch wollte sich nicht eher mit ihm versöhnen, ehe der Papagei tot war, und so schnitt ihr Gatte dem Vogel die Kehle durch. Eines Tages jedoch sah der Kaufmann den jungen Türken aus seinem Haus kommen und so wusste er, dass der Vogel die Wahrheit gesagt hatte. Daraufhin ging der Mann in sein Haus, tötete seine Gattin und schwor nie mehr eine Frau zu heiraten.

## Hintergrund
Die Geschichte findet sich in den frühen arabischen Druckausgaben von Tausendundeine Nacht in der Bulaq I und Kalkutta-II-Ausgabe. Richard Francis Burton und Enno Littmann griffen für ihre Übersetzungen auf die Kalkutta-II-Edition zurück.
Die Geschichte ist mehr oder weniger identisch mit Der Kaufmann mit dem Papagei (ANE 11), die in die größere Erzählung König Yunan und der Arzt Duban (ANE 9) eingebettet ist, die ihrerseits in Der Fischer und der Dschinni (ANE 8) eingebettet ist.

## Ausgaben
- Enno Littmann: Die Erzählungen aus den tausendundein Nächten, Insel Verlag, Frankfurt 1968 (Erstausgabe 1922–1928), 6 Bände (Kalkutta-II-Edition), Band 4, S. 265–267.